# Calathea metallica
Calathea metallica är en strimbladsväxtart som beskrevs av Jules Émile Planchon och Jean Jules Linden. Calathea metallica ingår i släktet Calathea och familjen strimbladsväxter. Inga underarter finns listade.